# Oh daar heb je ze weer
Oh daar heb je ze weer is een single van Jack de Nijs. Hij werd later bekend onder zijn artiestennaam Jack Jersey. De single verscheen zowel in België als in Nederland en bereikte alleen de hitlijst van de zeezender Radio Veronica, de Top 40. Hierin stond het vier weken genoteerd.
De Nijs schreef het nummer met Jan Sebastiaan. Op de B-kant verscheen het nummer O, Angelina dat eveneens uit zijn pen komt. Anders dan de B-kant verscheen Oh daar heb je ze weer niet op zijn album Jack de Nijs zingt Sofia Loren. Het lied gaat over een vrouw met wie hij een avontuur had. Hij heeft genoeg van haar, maar ze blijft hem volgen: Oh daar heb je ze [haar] weer.

## Hitnoteringen
| Oh daar heb je ze weer in de Nederlandse Top 40 van 11-5-1971 t/m 22-5-1971 | Oh daar heb je ze weer in de Nederlandse Top 40 van 11-5-1971 t/m 22-5-1971 | Oh daar heb je ze weer in de Nederlandse Top 40 van 11-5-1971 t/m 22-5-1971 | Oh daar heb je ze weer in de Nederlandse Top 40 van 11-5-1971 t/m 22-5-1971 | Oh daar heb je ze weer in de Nederlandse Top 40 van 11-5-1971 t/m 22-5-1971 | Oh daar heb je ze weer in de Nederlandse Top 40 van 11-5-1971 t/m 22-5-1971 |
| Week                                                                        | 1                                                                           | 2                                                                           | 3                                                                           | 4                                                                           |                                                                             |
| --------------------------------------------------------------------------- | --------------------------------------------------------------------------- | --------------------------------------------------------------------------- | --------------------------------------------------------------------------- | --------------------------------------------------------------------------- | --------------------------------------------------------------------------- |
| Positie                                                                     | 37                                                                          | 36                                                                          | 36                                                                          | 38                                                                          | uit                                                                         |